# Emily Foley
 (février 2025).
Pour les articles homonymes, voir Foley.
Lady Emily Foley (23 juin 1805 - 1er janvier 1900) est une grande propriétaire terrienne et bienfaitrice en Angleterre au XIXe siècle.

## Biographie
Elle est née Lady Emily Graham, la fille de James Graham (3e duc de Montrose) en 1805. En 1832, elle épouse l'hon. Edward Foley, qui est de quatorze ans son aîné. À sa mort en 1846, elle prend le contrôle de vastes domaines dans le Staffordshire, le Herefordshire et le Worcestershire. Elle est également devenue Dame du Manoir de Wednesbury et de Great Malvern .
Elle préside à la croissance rapide de Great Malvern au milieu du XIXe siècle. Elle impose de nombreuses restrictions à la construction dans la ville, s'assurant que toutes les maisons soient bien espacées, avec de grands jardins et entretenant de nombreux arbres. Son nom de famille de Graham a donné le nom de Graham Road dans le centre de la ville, avec ses nombreuses grandes maisons victoriennes, y compris l'hôtel Montrose .
Elle est également une bienfaitrice importante de nombreuses églises et écoles de Great Malvern. Elle n'a laissé aucun enfant et a permis au domaine de Stoke Edith dans le Herefordshire de passer au petit-neveu de son mari, Paul Henry Foley de Prestwood, Staffordshire.